# Der Schatzplanet
Der Schatzplanet ist ein US-amerikanischer Zeichentrickfilm der Regisseure Ron Clements und John Musker von den Walt Disney Studios aus dem Jahr 2002. Der Film ist eine freie Adaption des Romans Die Schatzinsel von Robert Louis Stevenson. Der Film startete am 5. Dezember 2002 in den deutschen Kinos.

## Handlung
Jim Hawkins ist ein vierzehnjähriger Junge, der mit seiner Mutter, die sich und ihren Sohn mit ihrem Gasthaus durchzubringen versucht, auf dem Planeten Montressor lebt. Schon mehrmals ist Jim, ein leidenschaftlicher Solarsurfer, mit dem Gesetz in Konflikt gekommen, gerade erst ist er wieder von der Polizei nach Hause gebracht worden. Heimlich träumt er von einer Zukunft als Raumfahrer, wie sein Vater einer war, aber Hoffnung hat er kaum. Selbst der Wissenschaftler Dr. Dalbert Doppler, ein alter Freund der Familie, hält ihn für einen Versager.
Dann beobachtet Jim, wie in der Nähe des Gasthauses ein Raumschiff abstürzt. Dem Wrack entsteigt der alte Pirat Billy Bones, der Jim  gerade noch eine mysteriöse goldfarbene Kugel anvertrauen und ihm eine Warnung („Hüte dich vor dem Cyborg!“) ins Ohr flüstern kann, bevor er stirbt. Als kurz darauf seine Verfolger auftauchen, können Dr. Doppler und die Hawkins’ nur knapp entkommen. Das Gasthaus geht hinter ihnen in Flammen auf. Sie flüchten zu Doppler, wo Jim feststellt, dass die Kugel einen verborgenen Mechanismus beinhaltet: Sie ist eine holografische Schatzkarte, die den Weg zum geheimnisvollen „Schatzplaneten“ weist, auf dem der legendäre Piratenkapitän Nathaniel Flint seinen unermesslichen Schatz, die „Beute aus den tausend Welten“, versteckt haben soll.
Am Weltraumbahnhof angekommen, gehen die beiden an Bord des Sonnensegelschiffs R.L.S. Legacy, das von der resoluten Captain Amelia kommandiert wird. Sie und ihr erster Offizier Mr. Arrow sind absolut nicht glücklich mit der zwielichtigen Besatzung, die Doppler angeheuert hat, gehen aber trotzdem auf Fahrt. Jim wird zum Schiffsjungen und dem charismatischen Smutje Long John Silver zugeteilt – der sich als menschenähnlicher Alien-Cyborg entpuppt.
Obwohl er anfangs misstrauisch ist, fasst Jim bald Vertrauen zu Silver. Dieser nimmt ihn gegenüber der grobschlächtigen Besatzung in Schutz und zeigt ihm alles, was man über die Arbeit auf einem Sonnensegelschiff wissen muss. Für den Jungen wird er zu einem Ersatz für seinen eigenen Vater, der die Familie vor Jahren im Stich ließ. Als das Schiff dann jedoch in den Einflussbereich einer Supernova gerät und Jim für die Sicherheitsleinen zuständig ist, durchtrennt der bösartige Mr. Scroop die Leine von Mr. Arrow. Der erste Offizier wird in das Schwarze Loch gesogen, und die Besatzung gibt Jim die Schuld. Erneut ist er überzeugt, ein Versager zu sein.
Kurz vor der Ankunft beim Schatzplaneten spielt Jim Verstecken mit Silvers treuem Gefährten, dem Formwandler Morph. Als er ihn unter Deck in einem Fass findet, hört er ein Gespräch der Mannschaft mit: Es stellt sich heraus, dass Silver und die Anderen Piraten sind und sich haben anheuern lassen, um die Beute aus den tausend Welten zu rauben. Silver behauptet, er sei nur so nett zu Jim gewesen, um ihn zu täuschen. Nun ist der Zeitpunkt der Meuterei gekommen, aber dank Jim können er und Dr. Doppler mit dem Captain und Morph fliehen. Sie stürzen mit einem Beiboot ab, wobei Amelia schwer verletzt wird.
Jim und Morph, der die Schatzkarte an Bord der Legacy versteckt hat, machen sich auf die Suche nach einem Unterschlupf und treffen dabei auf den verwirrten Roboter B.E.N., der seit den Tagen von Kapitän Flint ein einsiedlerisches Dasein auf dem Schatzplaneten fristet. Er führt sie zu seinem Haus, das bald darauf von Silver und seinen Leuten umstellt wird. Durch ein geheimes System von unterirdischen Gängen gelangen Jim, B.E.N. und Morph zum Beiboot und holen die Schatzkarte von Bord der Legacy. Dabei müssen sie jedoch einen Kampf mit Mr. Scroop austragen, den Jim nur knapp für sich entscheiden kann. Dabei erfährt er auch, dass er nicht die Schuld an Mr. Arrows Tod trägt.
Zurück in B.E.N.s Haus werden die Freunde von Silver und seiner Bande erwartet, die Jim zwingen, die Schatzkarte zu aktivieren. Alle gemeinsam folgen sie der holografischen Spur und finden ein gewaltiges Portal, das Captain Flint einst benutzte, um in allen Teilen der Galaxie auf Raubzug gehen zu können. Mithilfe von B.E.N.s bruchstückhaften Erinnerungen lassen sie sich von dem Portal ins Zentrum des künstlich erschaffenen Schatzplaneten bringen, wo sie die Beute aus den tausend Welten finden. Doch just, als Jim Silvers Unaufmerksamkeit ausnutzen will, um mit seinem Teil der Beute zu fliehen, stoßen er und B.E.N. auf die sterblichen Überreste von Captain Flint – der immer noch die verlorene Gedächtnisplatine des Roboters in den Händen hält. Als sie wieder eingesetzt ist, erinnert dieser sich an Flints geheimen Plan: eine Falle, die den Planeten in die Luft sprengt, wenn ein Unbefugter die Schatzkammer betritt. Jim gelingt es, Flints Schiff, das mit einem Teil des Schatzes beladen ist, wieder in Gang zu bringen, doch dann kommt Silver an Bord. Bevor jedoch ein Kampf zwischen ihnen ausbrechen kann, wird das Schiff von einem Energiestrahl getroffen und Jim fällt über Bord. Obwohl Silver die Gelegenheit hätte, mit dem Rest des Schatzes zu entkommen, opfert er im letzten Moment doch noch die größte Chance seines Lebens und rettet dem Jungen das Leben.
Um sie herum beginnt der Planet auseinanderzubrechen. Silver und Jim können mit B.E.N. und Morph gerade noch zur Legacy entkommen, während der Schatz im Feuer verglüht. Das Schiff ist jedoch zu schwer beschädigt, deswegen fliegt Jim mit einem improvisierten Hoverboard zum Portal und stellt es auf Montressor ein. In allerletzter Sekunde kann die Legacy entkommen, während der Schatzplanet hinter ihr explodiert. In der allgemeinen Freude bemerkt nur Jim, dass Silver, dem wegen Meuterei das Gefängnis droht, sich heimlich davonmachen will. Er lässt ihn jedoch angesichts ihrer Freundschaft ziehen, nachdem der alte Pirat ihm Morph anvertraut hat.
Einige Zeit später hat Jims Mutter mit dem Geld, das Silver seinem Schützling noch kurz vor seiner Flucht geschenkt hat (die letzten Reste von Captain Flints Schatz), ihr Gasthaus wieder aufgebaut. Doppler und Amelia haben geheiratet und vier Kinder bekommen, und Jim ist mittlerweile Kadett der Galaktischen Marine. Bei der Einweihungsfeier sieht er zu den Sternen hinaus und denkt an Long John Silver, der sich trotz allem als guter Freund erwiesen hat.

## Hintergrundinformationen
Der Schatzplanet ist eine freie Verfilmung des Romans Die Schatzinsel von Robert Louis Stevenson. Der Film bemüht sich, möglichst viele Elemente der klassischen Vorlage sinnvoll ins futuristische Szenario zu übertragen: Aus dem einbeinigen Long John Silver wird ein Cyborg, aus der vergilbten Schatzkarte ein Hologramm und aus dem exzentrischen Einsiedler Ben Gunn der unter Kurzschlüssen leidende Roboter B.E.N. (Bioelektronischer Navigator).
Im Making-Of Artbook äußern sich die Künstler zu einer Herangehensweise an das Projekt, das sie die 70/30-Regel nennen, was bedeutet, dass die Designs zu siebzig Prozent altertümlich und zu dreißig Prozent futuristisch aussehen sollten.
Die Idee, Die Schatzinsel in ein Science-Fiction-Szenario zu übertragen, findet sich bereits in der deutsch-italienischen Fernsehserie Der Schatz im All (1986–1987).
Die Welt von Der Schatzplanet hält sich nur sehr frei an physikalische Gesetze. Insgesamt wurde vielmehr ein klassisches Piratenszenario in den Weltraum verlegt. Die Raumschiffe sind eigentlich fliegende Segelschiffe, deren Crews im All, hier Ätherium genannt, atmen können. Phänomene wie Sternimplosionen oder das Fehlen von Schwerkraft wurden jedoch beibehalten, um an verschiedenen Stellen Alternativen zu den Gefahren der richtigen Seefahrt in die Geschichte einbauen zu können.
Der Name des Schiffes, R.L.S. Legacy, bedeutet ausgeschrieben Robert Louis Stevenson’s Legacy („Robert Louis Stevensons Erbe“).

## Kritik
„Der ebenso klug wie liebevoll gestaltete Film fällt auf der erzählerischen Ebene durch seine Anpassung an den Zeitgeschmack auf, wobei der Ernst der Vorlage zugunsten kindgerecht-humorvoller Unterhaltung abgewandelt wird.“

## Auszeichnungen
- Golden Reel Award für den besten Tonschnitt in einem Animationsfilm
- Nominierung als Bester Animationsfilm bei den Oscars 2003

## Synchronisation
Die Lingua Film GmbH in München gab die Vertonung in Auftrag. Sabine und Cornelius Frommann waren für das Dialogbuch verantwortlich, Benedikt Rabanus für die Dialogregie.
| Rolle                   | Englischer Synchronsprecher        | Deutscher Synchronsprecher      |
| ----------------------- | ---------------------------------- | ------------------------------- |
| Jim Hawkins (jung)      | Joseph Gordon-Levitt Austin Majors | Robert Stadlober Moritz Günther |
| Dr. Delbert Doppler     | David Hyde Pierce                  | Thomas Fritsch                  |
| Captain Amelia          | Emma Thompson                      | Suzanne von Borsody             |
| Mr. Arrow               | Roscoe Lee Browne                  | Wolfgang Hess                   |
| B.E.N.                  | Martin Short                       | Mirco Nontschew                 |
| Sarah Hawkins           | Laurie Metcalf                     | Carin C. Tietze                 |
| Billy Bones             | Patrick McGoohan                   | Hans Teuscher                   |
| John Silver             | Brian Murray                       | Jochen Striebeck                |
| Polizeiroboter          | Jack Angel Rodger Blumpass         | Thomas Albus Michael Brennicke  |
| Morph                   | Dane A. Davis                      | Originalton/gepitcht            |
| Scroop                  | Michael Wincott                    | Oliver Stritzel                 |
| Onus                    | Corey Burton                       | Franjo Marincic Arthur Medvedev |
| Turnbuckle              | Rodger Bumpass                     | Hartmut Neugebauer              |
| Bloody “Birdbrain” Mary | Mickie McGowan                     | Christina Marcus                |
| Mr. Snuff               | Adam Dykstra                       |                                 |
| Mr. Hands               | Phil Proctor                       | Helmut Krauss                   |
| Zweiköpfiger Pirat      | Phil Proctor                       | Gudo Hoegel Manfred Erdmann     |
| Dicker Kanonier         | Frank Welker                       | Thomas Piper                    |
| Erzähler                | Tony Jay                           | Joachim Höppner                 |

## Soundtrack
- James Newton Howard, John Rzeznik: Treasure Planet. The Original Motion Picture Soundtrack. [An Original Walt Disney Records Soundtrack]. Walt Disney Records/WEA, s. l. 2002, Tonträger-Nr. 5050466-1382-2-4.